# Canton de Caen-8
Le canton de Caen-8 est une ancienne division administrative française située dans le département du Calvados et la région Basse-Normandie.

## Géographie
Ce canton était organisé au sud de l'agglomération caennaise et couvrait une partie de Caen (Saint-Jean et une partie de Vaucelles), Fleury-sur-Orne et Louvigny dans l'arrondissement de Caen.

## Histoire
Le canton est créé par le décret no 82-132 du 5 février 1982 portant modification et création de cantons dans le département du Calvados (Caen-1 à Caen-10). Il est supprimé par le décret no 2014-160 du 17 février 2014 dans le cadre du redécoupage cantonal de 2014.

## Représentation
| Période | Période      | Identité             | Étiquette | Qualité                                                                                                  |
| ------- | ------------ | -------------------- | --------- | --- |
| 1982    | 1993 (décès) | Frank Duncombe       | UDF-PR    | Adjoint au maire de Caen (1971-1983)                                                                     |
| 1993    | 2008         | Francis Saint-Ellier | DL        | Chargé de mission, député de 1986 à 1997                                                                 |
| 2008    | 2015         | Éric Vève            | PS        | Avocat au barreau de Caen, conseiller municipal de Caen , suppléant du député Philippe Duron (2012-2017) |

Le canton participait à l'élection du député de la première circonscription du Calvados.

## Composition

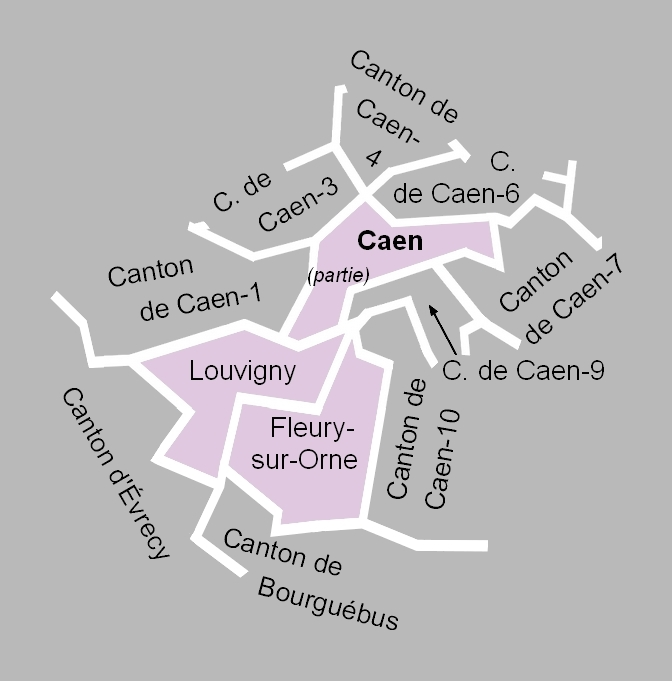
La carte de composition et localisation du canton. Les cantons limitrophes étaient ceux de Caen-1, de Caen-3, de Caen-4, de Caen-6, de Caen-7, de Caen-9, de Caen-10, de Bourguébus et d'Évrecy.

Le canton de Caen-8 se composait d’une fraction de la commune de Caen et des communes de Fleury-sur-Orne et Louvigny. Il comptait 19 211 habitants en 2012 (population municipale).
Les quartiers de Caen compris dans ce canton étaient ceux du Centre-Ville (bureau de vote 2) et de Saint-Jean (bureau 16). Son territoire était officiellement déterminé « par l'axe des voies suivantes : à l'ouest, rivière la Noë, boulevard du Petit-Vallerent, boulevard Yves-Guillou, avenue Albert-Sorel, place Guillouard, place Fontette, rue Bertault, rue Saint-Manvieu (jusqu'à la place Saint-Martin) ; au nord, fossés Saint-Julien, rue Gemare, rue Calibourg, le château, rue Montoir-Poissonnerie (jusqu'à la place Saint-Pierre), boulevard des Alliés, rue Basse, rue des Prairies-Saint-Gilles, quai de la Londe, avenue de Tourville ; à l'est, limite de la commune de Caen jusqu'au chemin départemental n°513 ; au sud, chemin départemental n°513, ligne de chemin de fer Paris-Cherbourg (jusqu'à la rivière l'Orne), l'Orne (jusqu'à la limite de la commune de Caen) ».
À la suite du redécoupage des cantons pour 2015, les communes de Fleury-sur-Orne et Louvigny et la plus grande partie caennaise de ce canton sont rattachées au canton de Caen-5. La Presqu'île et le cours Montalivet sont intégrés au canton de Caen-4.

### Anciennes communes et changement de nom
La commune d'Athis, absorbée entre 1795 et 1800 par Louvigny, était la seule commune supprimée, depuis la création des communes sous la Révolution, entièrement incluse dans le territoire du canton de Caen-8. Une petite partie orientale non peuplée de Venoix est également incluse.
En 1917, la commune d'Allemagne prend officiellement le nom de Fleury-sur-Orne.

## Démographie
| 1982 | 1990   | 1999   | 2006   | 2011   | 2012   |
| ---- | ------ | ------ | ------ | ------ | ------ |
| -    | 17 485 | 18 341 | 18 851 | 19 230 | 19 211 |